# Ivan Drachenko
 (mars 2025).
Ivan Grigoriévitch Drachenko, né le 15 novembre 1922 à Velyka Sevastianovka et mort le 15 novembre 1994, est un aviateur soviétique de nationalité ukrainienne de la Seconde Guerre mondiale. Il fait partie des quatre seuls hommes à détenir à la fois le titre de héros de l’Union soviétique et l’ordre de la Gloire de première classe.

## Biographie
Ivan Grigoriévitch Drachenko est né le 15 novembre 1922 dans une famille de paysans de Velyka Sevastianovka, dans l’oblast de Tcherkassy, en Ukraine. Après avoir fait des études secondaires, il intègre le club d’aviation de Leningrad avant d’être mobilisé en avril 1941. Il rejoint ensuite l’école d’aviation militaire de Tambov dont il est diplômé en 1943 et sert alors comme pilote d’avion d’attaque au sol.
Peu de temps après, le 14 août 1943, il est blessé et capturé par les Allemands. Ceux-ci proposent de le libérer s’il rejoint l’armée Vlassov, mais lui crèvent l’œil droit après qu’il a refusé. Au bout de vint-cinq jours de captivité, il parvient à s’échapper lors d’un transfert avec cinq autres prisonniers et rejoint l’armée soviétique. Après avoir reçu une prothèse oculaire, il dissimule son infirmité à ses supérieurs pour pouvoir continuer à voler. Il est alors assigné au 140e régiment d’attaque au sol de la Garde.
Le 4 juin 1944, au cours d’une mission de reconnaissance aérienne au-dessus de Tyrgu-Furmos, en Roumanie, il repère une importante colonne blindée allemande, mais est attaqué par neuf FW 190. En dépit d’importants dommages, il parvient à regagner sa base et à transmettre ses informations, ce qui lui vaut de recevoir le 5 juin l’ordre de la Gloire de troisième classe. Le 26 juin, au cours d’une mission dans la région de Yassy, il détruit un train et abat un appareil adverse. il est alors recommandé pour l’ordre de la Gloire de deuxième classe, mais à la suite d’une erreur le dossier s’égare et ce n’est qu’à la suite d’une deuxième recommandation qu’il reçoit cette médaille le 5 septembre 1944. Peu de temps après, la première recommandation est retrouvée et il reçoit donc par erreur une deuxième fois l’ordre de la Gloire de deuxième classe alors qu’il aurait dû recevoir celui de première classe.
En octobre, son tableau de chasse en 157 missions se monte 76 blindés, 6 trains, 122 camions, 654 véhicules légers, 5 avions abattus et 9 avions détruits au sol, 4 ponts et 7 dépôts de ravitaillement , pour un total estimé à 1 600 soldats adverses tués. Il est alors élevé le 26 octobre 1944 au rang de héros de l’Union soviétique. Toutefois, son infirmité est découverte peu de temps après et il lui est interdit de voler jusqu’à la fin de la guerre.
Après la guerre, il entre en 1947 à l’université de Kiev dont il devient docteur en droit en 1953. Il devient ensuite directeur d’école et occupe des postes au sein de l’administration de la République socialiste soviétique d'Ukraine. Après avoir soulevé le problème de la double possession de l’ordre de la Gloire de deuxième classe, son dossier est examiné par les autorités militaires et il reçoit le 26 novembre 1968 l’ordre de la Gloire de première classe. Il meurt le 15 novembre 1994.